# Dioctria nigrescens
Dioctria nigrescens är en tvåvingeart som beskrevs av Pavel Lehr 1965. Dioctria nigrescens ingår i släktet Dioctria och familjen rovflugor. Inga underarter finns listade i Catalogue of Life.